# Teegarden b
Teegarden b es un exoplaneta que se encuentra orbitando en la zona habitable de la estrella de Teegarden, una estrella enana roja de tipo M a unos 12 años luz de distancia del sistema solar. Desde su descubrimiento en julio de 2019, es el planeta más habitable descubierto de acuerdo con el Índice de similitud con la Tierra con una puntuación de 0,93. Es el segundo exoplaneta potencialmente habitable más cercano desde julio de 2019, junto a GJ 1061 c, Luyten b y GJ 1061 d.

## Descubrimiento
Teegarden b fue descubierto en junio de 2019. Sin embargo, la alineación y la opacidad de Teegarden no se prestaban a este método, por lo que los astrónomos utilizaron el telescopio de próxima generación CARMENES diseñado específicamente para tales situaciones. Ubicado en el Observatorio de Calar Alto en España, el instrumento permitió a los investigadores buscar cualquier cambio en la velocidad radial de la estrella. Después de tres años de observación cercana, observando cualquier cambio en la velocidad radial producido por los objetos en órbita, más de 200 mediciones indicaron la existencia de dos nuevos planetas, ahora denominados Teegarden b y Teegarden c.

## Características
Teegarden b es el planeta más interno. Tiene un período orbital de 4,91 días. La masa mínima del planeta es 1,05 la masa de la Tierra, y el radio es probablemente similar a la Tierra, lo que sugiere una composición, con un núcleo de hierro y una corteza rocosa. Teegarden b probablemente tiene un océano de agua en la superficie.

## Habitabilidad

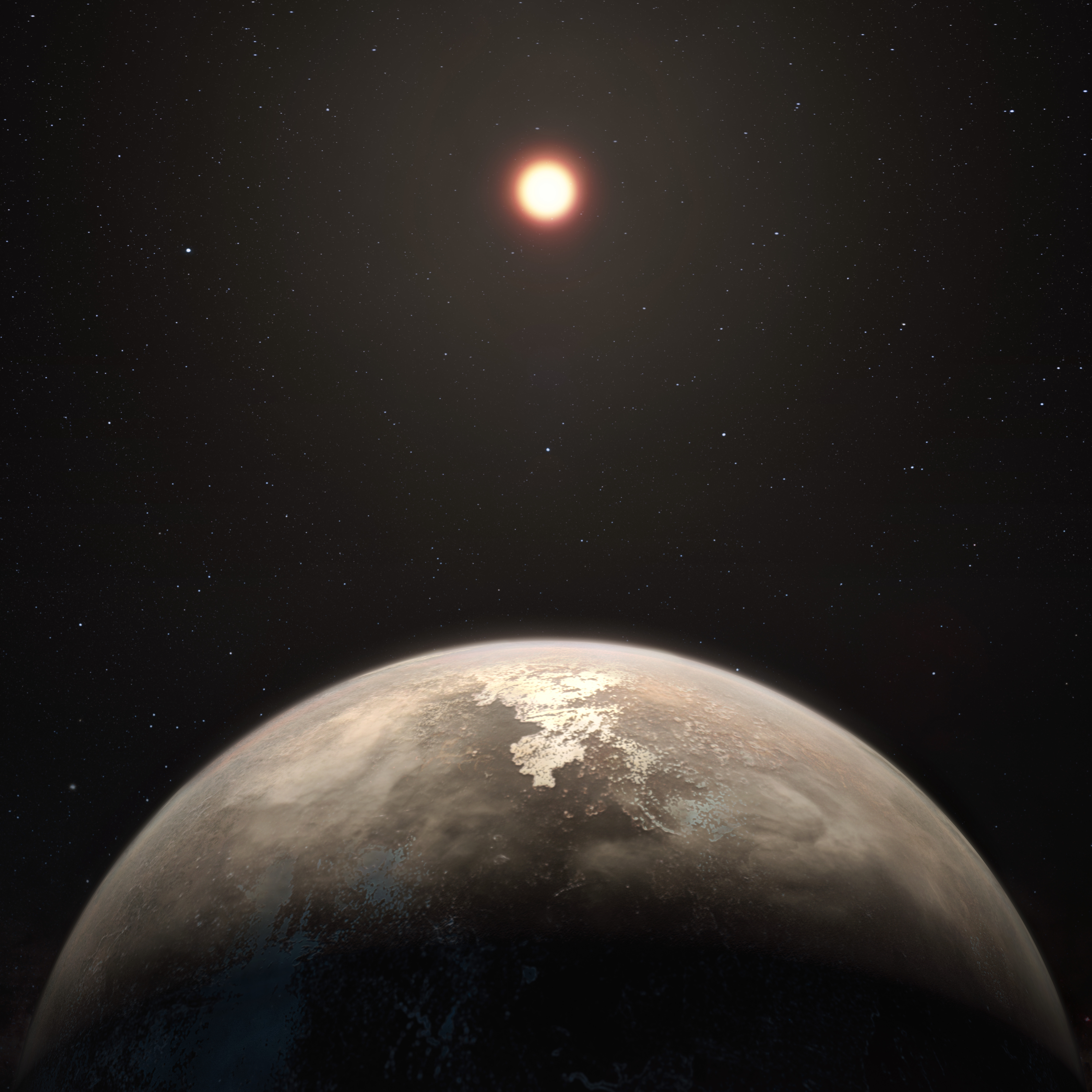
Esta impresión del artista muestra el planeta templado Ross 128 b.

La habitabilidad de Teegarden b es excelente. Orbita en una zona habitable optimista, lo cual es bueno debido a las temperaturas. Tiene una probabilidad del 60 por ciento de tener un ambiente superficial templado, en algún lugar entre 0 ° a 50 °C y probablemente más cerca de 28 °C.
Tiene uno de los ESI más altos de la historia, con un puntaje de 0.93. Otro gran factor para la habitabilidad es su estrella. La mayoría de las estrellas enanas rojas emiten llamaradas fuertes, que pueden despojar las atmósferas y eliminar la habitabilidad. Un buen ejemplo es Kepler-438b, que tiene una puntuación ESI de 0,88, pero debido a su estrella activa es probable que sea inhabitable. Otro ejemplo es Próxima Centauri, la estrella más cercana a nosotros. La estrella de Teegarden está inactiva y silenciosa, lo que hace que el planeta sea habitable. Otras enanas rojas tranquilas con exoplanetas potencialmente habitables son Ross 128 y la estrella de Luyten.